# Fair-play financier
Pour les articles homonymes, voir Fair-play (homonymie) et FPF.

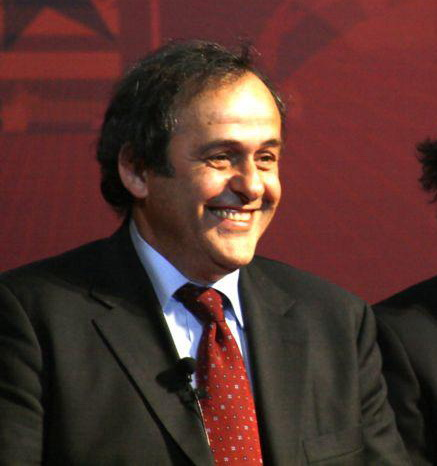
Michel Platini, président de l’UEFA lors de la création de la règle du fair play financier

Le fair-play financier (FPF) est une règle adoptée par l'UEFA  en mai 2010, durant le mandat de Michel Platini, ayant pour but d'empêcher les dépenses excessives des clubs de football professionnels, en contrôlant qu'ils ne dépensent pas plus d'argent qu'ils n'en gagnent. En 2015, toutes les équipes qui participent à des compétitions européennes sont directement touchées par cette mesure. Au total, un peu plus de 230 clubs sont concernés et sont dans l'attente d'éventuelles sanctions. En cas de non-respect du principe de fair-play financier, l’UEFA peut adresser des sanctions au club, qui vont du simple blâme jusqu’à l’exclusion pure et simple des compétitions européennes en passant par l’interdiction de recruter de nouveaux joueurs pour participer aux compétitions européennes. 
Ainsi, le Milan AC, exclu une première fois des compétitions européennes par l’UEFA à l’issue de la saison 2017-2018, mais qui avait obtenu gain de cause en appel devant le Tribunal arbitral du sport (TAS), a-t-il fini par accepter son exclusion de la Ligue Europa, pour laquelle il était qualifié, et ce pour deux saisons, dans un accord passé avec l’UEFA en juin 2019, pour éviter une condamnation plus sévère.  
Le 24 mars 2021, le journaliste italien Fabio Licari annonce dans La Gazzetta dello Sport que l'UEFA serait en passe de supprimer le fair-play financier pour un système plus souple, un peu moins de 11 ans après sa création.
Durant l'été 2021, marqué notamment par la signature de Lionel Messi au Paris Saint-Germain, le Times confirme que l'UEFA envisage de transformer le système du fair-play financier en imposant un plafonnement salarial, inspiré du modèle des compétitions nord-américaines comme la NBA ou la NFL.